# Leposoma snethlageae
Espèce
Leposoma snethlageae est une espèce de sauriens de la famille des Gymnophthalmidae.

## Répartition
Cette espèce est endémique d'Amazonas au Brésil.

## Description
Le mâle holotype mesure 32 mm de longueur standard.

## Étymologie
Cette espèce est nommée en l'honneur d'Emilia Snethlage, directrice du Museu Paraense Emílio Goeldi de 1917 à 1921.

## Publication originale
- Ávila-Pires, 1995 : Lizards of Brazilian Amazonia (Reptilia: Squamata). Zoologische Verhandelingen, vol. 299, p. 1–706.